# Balázs Péter (történész)
Balázs Péter (Szeged, 1974. március 1. –) magyar nyelvész, történész, a Szegedi Tudományegyetem Francia Tanszékének, majd a Történeti Intézetének egyetemi tanára. Fő kutatási területe a 17-18. század eszmetörténete, a francia-magyar irodalmi-eszmetörténeti kapcsolatok .

## Tanulmányai, tudományos fokozatai
Általános és középiskolai tanulmányait a szegedi JATE Ságvári Endre Gyakorló Gimnázium és Általános Iskolában végezte. 1992-ben az érettségit követően felvételt nyert a JATE Bölcsészettudományi Karának francia-történelem tanárszakára. 1997-ben diplomázott le, majd ezt követően a JATE Francia Tanszékén működő doktori iskola ösztöndíjas hallgatója lett. 2004-ben védte meg a La pensée philosophique et politique du marquis d’Argenson című disszertációs munkáját, ezzel doktori címet szerzett. 2015-ben habilitált.

## Munkahelyei
2001-ben az SZTE Francia Tanszékének munkatársa lett, 2005-ben tanársegéd, majd 2007-ben adjunktus lett. Eleinte civilizációtörténeti és nyelvi felzárkóztató kurzusokat tartott. Később a 17. század francia irodalmáról, irodalmi szövegek elemzésével kapcsolatos kurzusokat és fordítási gyakorlatokat tart. Emellett a kar hallgatói számára tart kurzust az újkori francia politikai gondolkodásról, illetve különleges kollégiumot Pierre Bayel életművéről. Ezenkívül ő volt a tanszék Erasmus-koordinátora.
A későbbiekben az Újkori Egyetemes Történeti Tanszék vendégelőadójaként tartott előadást Németalföld történetével kapcsolatban. 2016 óta már a Történeti Intézet munkatársa lett.
Ezenkívül az Irodalomtudományi Doktori Iskola oktatója volt 2000 és 2020 között.

## Munkássága
1996-ban lefordította és előszóal látta el Turgot Levelek a toleranciáról című művét. Ez megjelent a történelem tanszék Documenta Historica című sorozatában is. 1997-ben részt vett a miskolci OTDK konferencián dolgozatával. 1998-ban a budapesti Francia Intézet keretén belül Angers városában megvédte a La conception physiocratique de la ville című DEA-dolgozatát. 
2006 és 2009 között Bolyai-ösztöndíjban részesült a Radikális felvilágosodás Magyarországon kutatási tervének köszönhetően. Ugyanebben az évben a Centre National du Livre ösztöndíjnak köszönhetően két hónapot tölthetett Párizsban, illetve Toullouse-ban. 2012 Párizs város ösztöndíjasa lett.

## Fő művei
Biblia, história és bölcselet a felvilágosodás korában, Budapest: L'Harmattan Kiadó, 2013.
Belga-Németalföld újkori története, Budapest: L'Harmattan Kiadó, 2016.